# 原勞亞大陸
原勞亞大陸（Proto-Laurasia）意為「最初的勞亞大陸」，是個史前大陸。原勞亞大陸曾先後是羅迪尼亞大陸、潘諾西亞大陸的一部分。
在羅迪尼亞大陸時期，後來的勞倫大陸東側連接者華南陸塊、波羅地大陸、西伯利亞大陸，此為原勞亞大陸的前身。相對於今日的北美洲，勞倫大陸（北美洲的前身）呈現順時針。今日的北美洲西岸，當時朝北；北美洲北岸則朝東。原勞亞大陸的南側接鄰者亞馬遜古陸，西南接鄰西非，西方連接剛果克拉通，北方則是南極洲-澳洲。羅迪尼亞大陸分裂成原勞亞大陸與原岡瓦那大陸，泛大洋從中間形成。原勞亞大陸旋即分裂成四個大陸：華南陸塊、波羅地大陸、西伯利亞大陸、以及勞倫大陸。
約6億年前，波羅地大陸、西伯利亞大陸、勞倫大陸，與剛果克拉通、原岡瓦那大陸聚合成潘諾西亞大陸。潘諾西亞大陸外形呈「V」字型，開口往東北。潘諾西亞大陸的東南部為原勞亞大陸，原勞亞大陸與亞馬遜、西非都位於南極地區，覆蓋者冰河。在元古宙晚期，潘諾西亞大陸分裂成原勞亞大陸與原岡瓦那大陸，原特提斯洋從中間開始形成。在5.45億年前，原勞亞大陸分裂成波羅地大陸、西伯利亞大陸、勞倫大陸；波羅地大陸與勞倫大陸之間形成巨神海，波羅地大陸與西伯利亞大陸間則形成漢特洋。這兩個海域在寒武紀持續擴張。經過多次的聚合後，波羅地大陸、西伯利亞大陸、勞倫大陸在石炭紀聚合成勞亞大陸。在二疊紀，勞亞大陸與岡瓦那大陸聚合成盤古大陸。盤古大陸在侏儸紀分裂成勞亞大陸與岡瓦那大陸。勞亞大陸則進一步分裂成北美洲與歐亞大陸。